# Ankeny
Ankeny è una città degli Stati Uniti d'America, nella Contea di Polk dello Stato dell'Iowa. 
Ankeny è un sobborgo settentrionale della capitale Des Moines.